# Leuctra artvinensis
Leuctra artvinensis är en bäcksländeart som beskrevs av Vinçon och Ignac Sivec 2001. Leuctra artvinensis ingår i släktet Leuctra och familjen smalbäcksländor. Inga underarter finns listade i Catalogue of Life.